# The Future of Children
The Future of Children – recenzowane czasopismo naukowe zawierające prace przeglądowe z zakresu nauk społecznych, dotyczące dzieci. Istnieje od 1991 roku i ukazuje się dwa razy w roku.
Impact factor periodyku za 2015 rok wyniósł 3,120, plasując go na:
- 1. miejscu na 95 czasopism w kategorii „interdyscyplinarne nauki społeczne”,
- 3. miejscu spośród 43 czasopism w kategorii „nauki o rodzinie”,
- 7. miejscu wśród 75 czasopism w kategorii „polityka i usługi zdrowotne”.

Na polskiej liście czasopism punktowanych przez Ministerstwo Nauki i Szkolnictwa Wyższego z 2015 roku „The Future of Children” przyznano maksymalną liczbę punktów – 50.